# Sandersleben (Adelsgeschlecht)

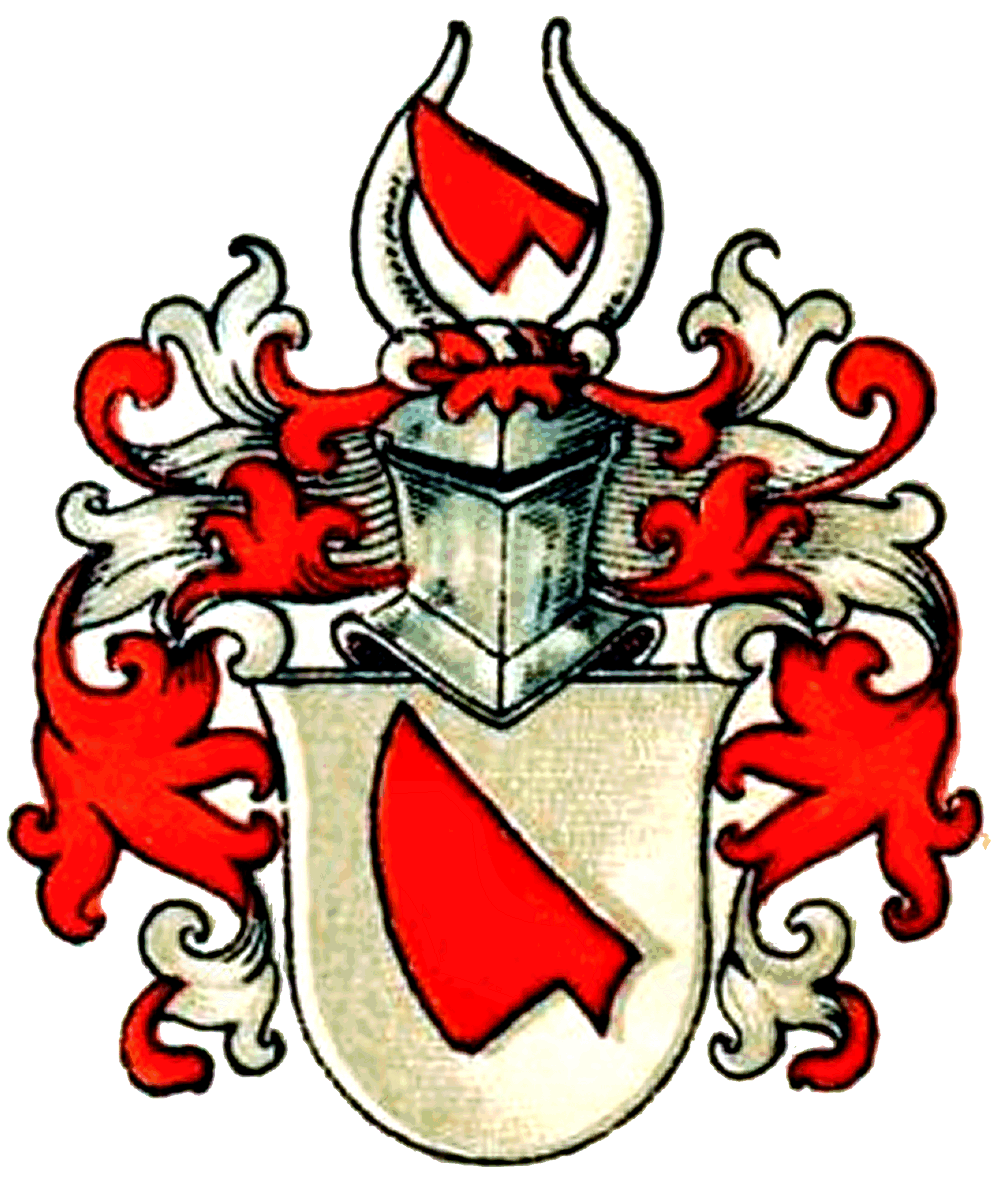
Eine der Wappenvarianten (s. u.) derer von Sandersleben

Sandersleben, auch Santersleben, ist der Name eines alten ursprünglich altmärkischen Adelsgeschlechts aus dem Erzbistum Magdeburg. Die Familie, deren Zweige zum Teil bis heute bestehen, gelangte später auch in Brandenburg, in Böhmen, der Grafschaft Glatz und in Schlesien zu Besitz und Ansehen. Eine erloschene Linie nannte sich auf Grund einer Adoption Graf bzw. Gräfin von Sandersleben-Coligny.

## Geschichte

### Herkunft
Erstmals urkundlich erwähnt wird das Geschlecht im Jahre 1277 mit Theodericus de Santersleve als Besitzer einer Curia in Neuhaldensleben. Die ununterbrochene Stammreihe beginnt 1415 mit Fricke Santersleve in Neuhaldensleben. Seit Mitte des 15. Jahrhunderts gehört die Familie zum Adel, nach einem Entscheid der sächsischen Stiftung für Familienforschung für das sächsische Adelsbuch vom 6. Juli 1926. Bis 1670 schrieb sich die Familie von Santersleben.
Namensgebendes Stammhaus war das Dorf Santersleben, heute Groß Santersleben, ein Ortsteil der Gemeinde Hohe Börde im Landkreis Börde in Sachsen-Anhalt. Die Ortschaft erscheint bereits im Jahre 1013 erstmals urkundlich. Die Herren von Sandersleben werden ab 1291 als Besitzer der Ortschaft erwähnt sowie 1321 und 1409 als Besitzer zu Saatzke bei Gardelegen.

### Ausbreitung und Linien
Die Söhne des Stammvaters Fricke († 1447), Fricke II. und Hans, begründeten zwei Linien. 1455 wurden die Brüder vom Erzbischof von Magdeburg mit den Sanderslebener Gütern belehnt. Hans starb um 1486. Seine Linie erlosch mit dem Tod seines jüngsten Sohnes Thomas, Kanonikus zur Kirche Unser Lieben Frauen zu Halberstadt um 1535.
Fricke II. († 1463) hinterließ zwei Söhne Fricke III. und Barthold. Beide gingen nach Magdeburg und wurden 1464, nach dem Tod ihres Vaters und ihres Vetters, mit den väterlichen Gütern von Erzbischof Friedrich zur gesamten Hand belehnt. Fricke III. († um 1487) hatte einen Sohn, Fricke IV., der noch 1487 unter den Mitbelehnten, später aber nicht mehr, genannt wird. Er starb vermutlich unverheiratet bzw. ohne Nachkommenschaft. Barthold, der jüngere Bruder von Fricke III., war noch 1479 in Magdeburg sesshaft. Er heiratete eine Tochter aus der Adelsfamilie von dem Knesebeck aus dem Haus Tylsen und verstarb um 1486. Seine Söhne Fricke V. und Hans wurden 1487 von Erzbischof Ernst an den Sanderslebener Gütern mit beliehen. Beide bekamen aber erst nach dem Tod ihrer Vettern alle Sanderslebenschen Güter zu Neuhaldensleben wieder in ihren Besitz.
Dem Stamm fortsetzen konnte Hans († um 1535), der Gertrud von Wartensleben heiratete. Ihr Enkel Hans (1559–1607) auf Serba wurde herzoglich sachsen-weimarer Hofmarschall und geheimer Kammerrat. Er war zweimal verheiratet, 1582 in erster Ehe mit Martha von Hertell und ab 1602 in zweiter Ehe mit Elisabeth von Haugwitz. 1620 erscheinen die von Sandersleben als Besitzer zu Liebenwalde und Liebenthal (heute Ortsteil von Liebenwalde) in der Mark Brandenburg. In der Grafschaft Glatz waren 1709 Altwaltersdorf, Glasegrund und Kislingswalde bei Habelschwerdt im Besitz bzw. Teilbesitz der Familie. Hans Abraham von Sandersleben (* 1678) auf Serba und Weidenthal bei Querfurt, ein Urenkel von Hans und Sohn von Georg Abraham von Sandersleben (* 1629; † 1678) und dessen zweiter Frau Margarethe Magdalene von Starschedel, war zunächst herzoglich sachsen-weißenfelser Kammerjunker und Kriegskommissar. Er starb 1739 als königlich preußischer Kapitän außer Dienst.
Hans Abrahams Sohn, Johann Georg von Sandersleben (1715–1795), aus dessen 1712 geschlossener Ehe mit Johanne Magdalene von Weidenbach (1694–1732), wurde kurfürstlich sächsischer Kammerjunker, Oberforst- und Wildmeister. Johann Georgs erste Ehe mit Dorothea Sophie von Schlieben (1721–1757) blieb kinderlos, aus seiner 1758 geschlossenen zweiten Ehe mit Johanna Sophie Elenore von Stammer (* 1731; 1798) kam Friedrich Rudolf von Sandersleben.
Rudolf (1764–1844) auf Weidenthal und Neubau starb als königlich sächsischer Kapitän außer Dienst. Er diente zuletzt im Dragonerregiment „Prinz Clemens“. 1803 heiratete er in Kössern Karoline von Abendroth (1776–1858). Das Paar hatte acht Kinder, drei Töchter und vier Söhne. Zwei Kinder starben noch vor ihren Eltern. Von den Töchtern heiratete Bertha (1807–1852) 1839 den königlich sächsischen Oberförster sowie Kammer- und Jagdjunker Friedrich August Freiherr von Ende († 1864). Von ihren Brüdern starb 1903 Friedrich von Sandersleben (1814–1903) als königlich sächsischer Generalmajor außer Dienst. Er diente zuletzt als Oberst und Kommandeur des 3. Infanterie-Regiments Nr. 102. Sein einziger Sohn Arthur starb bereits 1869. Karl und Rudolf von Sandersleben, zwei weitere Brüder von Betha und Friedrich, begründeten zwei neue Linien.

#### 1. Linie

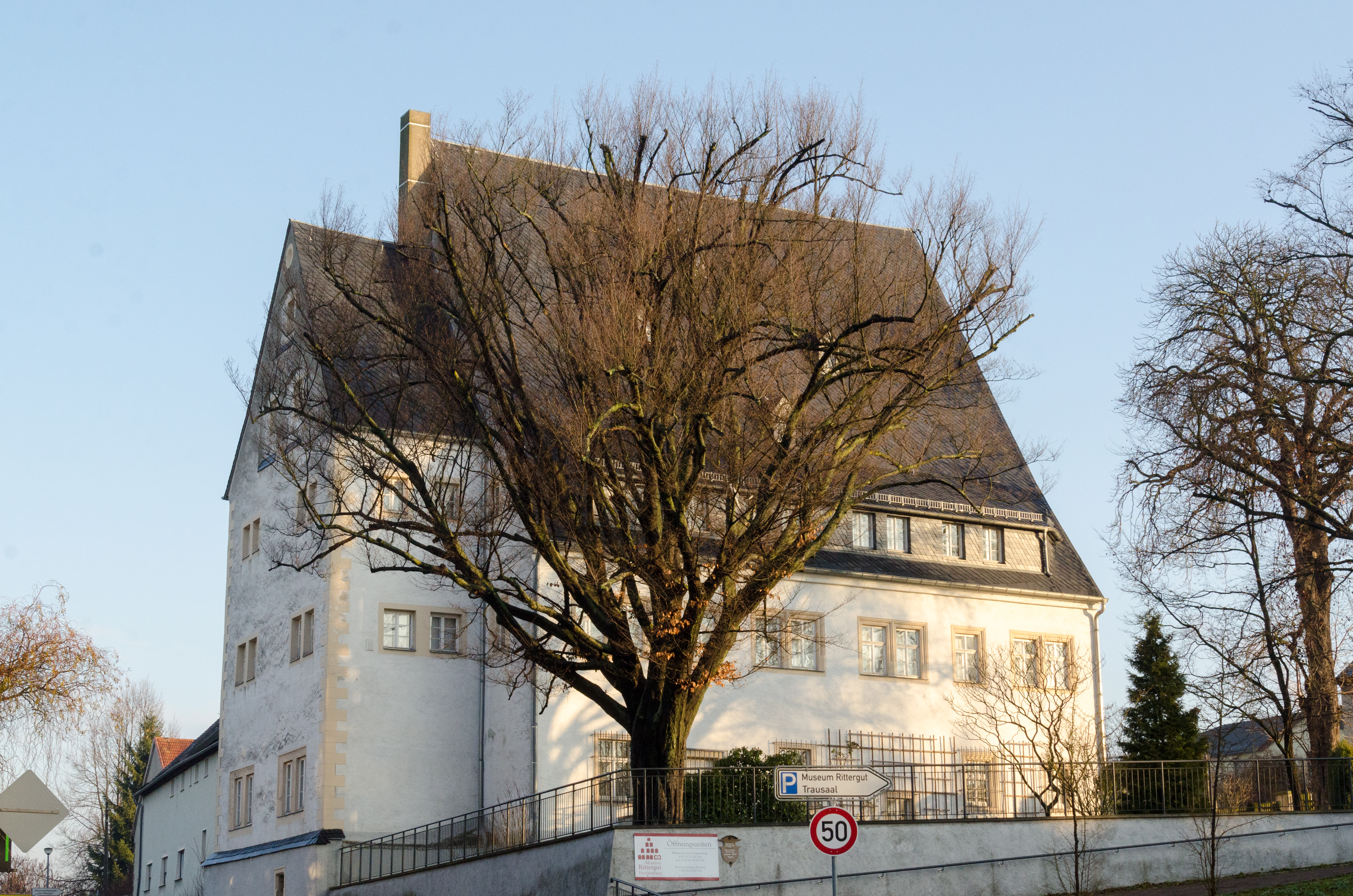
Rittergut Frankenberg, von 1812 bis 1945 im Besitz der Familie

Karl von Sandersleben (1813–1887), der Begründer der ersten Linie, starb als k.u.k. Oberleutnant. Er heiratete 1847 in Teschen Marie Antonie Demel und hinterließ zwei Kinder. Die Tochter Wilhelmine Amalie Marie (* 1848) ehelichte 1869 den k.u.k. wirklichen Hofrat und Kanzleidirektor des Oberstkämmereramtes Eugen Ritter Hantken von Prudnik. Der Sohn Georg von Sandersleben (1849–1913) auf Frankenberg starb als königlich sächsischer Oberst außer Dienst. Am 23. Dezember 1912 erhielt er eine königlich sächsische Adelsanerkennung sowie am 3. März 1913 eine Eintragung in das königlich sächsische Adelsbuch unter der Nummer 432. Georg heiratete 1879 in Leipzig Anette Platzmann (1858–1936), die Tochter des Geheimen Regierungsrates Dr. jur. Heinrich Alexander Platzmann.
Aus der Ehe gingen zwei Söhne und eine Tochter hervor. Sohn Georg Friedrich Alexander von Sandersleben (1880–1947) wurde Oberstleutnant. Er hinterließ aus seiner 1918 zu Tanneberg geschlossenen Ehe mit Alexandriene von Schönberg-Pötting (1880–1970) eine Tochter Wilhelmine Margarete Annette von Sandersleben (* 1920). Sie war die letzte Äbtissin des evangelischen Frauenstifts Wallenstein. Wilhelmine Margarete Annette starb am 15. April 2010 im 90. Lebensjahr und wurde am 23. April 2010 auf dem Stiftsfriedhof am Frauenberg bestattet.
1973, mit dem Tod von Friedrich Karl Eberhard von Sandersleben (* 1880), dem Zwillingsbruders von Georg Friedrich Alexander, erlosch diese Linie im Mannesstamm.

#### 2. Linie
Rudolf von Sandersleben (1818–1905) auf Weidenthal, der Begründer der zweiten, noch heute bestehenden Linie, wurde königlich sächsischer geheimer Finanzrat. Er war zweimal verheiratet, 1846 in erster Ehe mit Emilie Marie Rhode (1820–1864) und in zweiter Ehe ab 1865 mit Pauline Anna Rhode (1823–1895). Aus erster Ehe kamen ein Sohn und eine Tochter, die zweite Ehe blieb kinderlos. Die Tochter Emmy (* 1847) ehelichte 1872 Karl Georg Müller von Berneck, königlich sächsischer Generalleutnant. Ihr Bruder Hans Rudolf von Sandersleben (1853–1943) wurde königlich sächsischer Kammerherr und Mitglied der sächsischen Ständeversammlung sowie bereits seit 1902 Mitglied und nachfolgend Rechtsritter des Johanniterordens. Am 3. März 1913 erhielt er eine Eintragung in das königlich sächsische Adelsbuch unter der Nummer 433. Hans Rudolf heiratete 1885 in Dresden Editha Freiin von Welck (1859–1945), die Tochter des königlich sächsischen Obersten und Flügeladjutanten Robert Freiherr von Welck. Das Paar hinterließ zwei Söhne und zwei Töchter.
Rudolf Robert Werner von Sandersleben (1886–1927), der älteste Sohn, starb als Gutsbesitzer und königlich sächsischer Hauptmann außer Dienst. Aus seiner 1919 zu Dresden geschlossenen Ehe mit Alexandra Scheller (1889–1970) kam ein Sohn, Rudolf Robert Joachim von Sandersleben (* 1922). Er wurde Professor für Tierpathologie an der Universität München und war Ehrenritter des Johanniterordens. Rudolf Robert Joachim heiratete 1957 in Gießen Ilse Brodmann (* 1918), die Tochter des bedeutenden Neuroanatomen und Psychiaters Korbinian Brodmann.
Rudolf Otto Joachim von Sandersleben (1888–1970), der jüngere Bruder von Rudolf Robert Werner, ehelichte 1924 Irmgard von Brixen (1897–1970), die Tochter des preußischen Majors Kurt von Brixen. Sie hinterließen drei Söhne, von denen der älteste Rudolf Julius Friedrich-Christian von Sandersleben (* 1926) als Gefreiter am 6. Mai 1945, in den letzten Kriegstagen des Zweiten Weltkrieges, fiel. Der jüngste Sohn Rudolf Constantin Hans-Joachim von Sandersleben (* 1938) heiratete 1966 Edith Wündisch (* 1937) und konnte die Linie mit einem Sohn und zwei Töchtern fortsetzen.

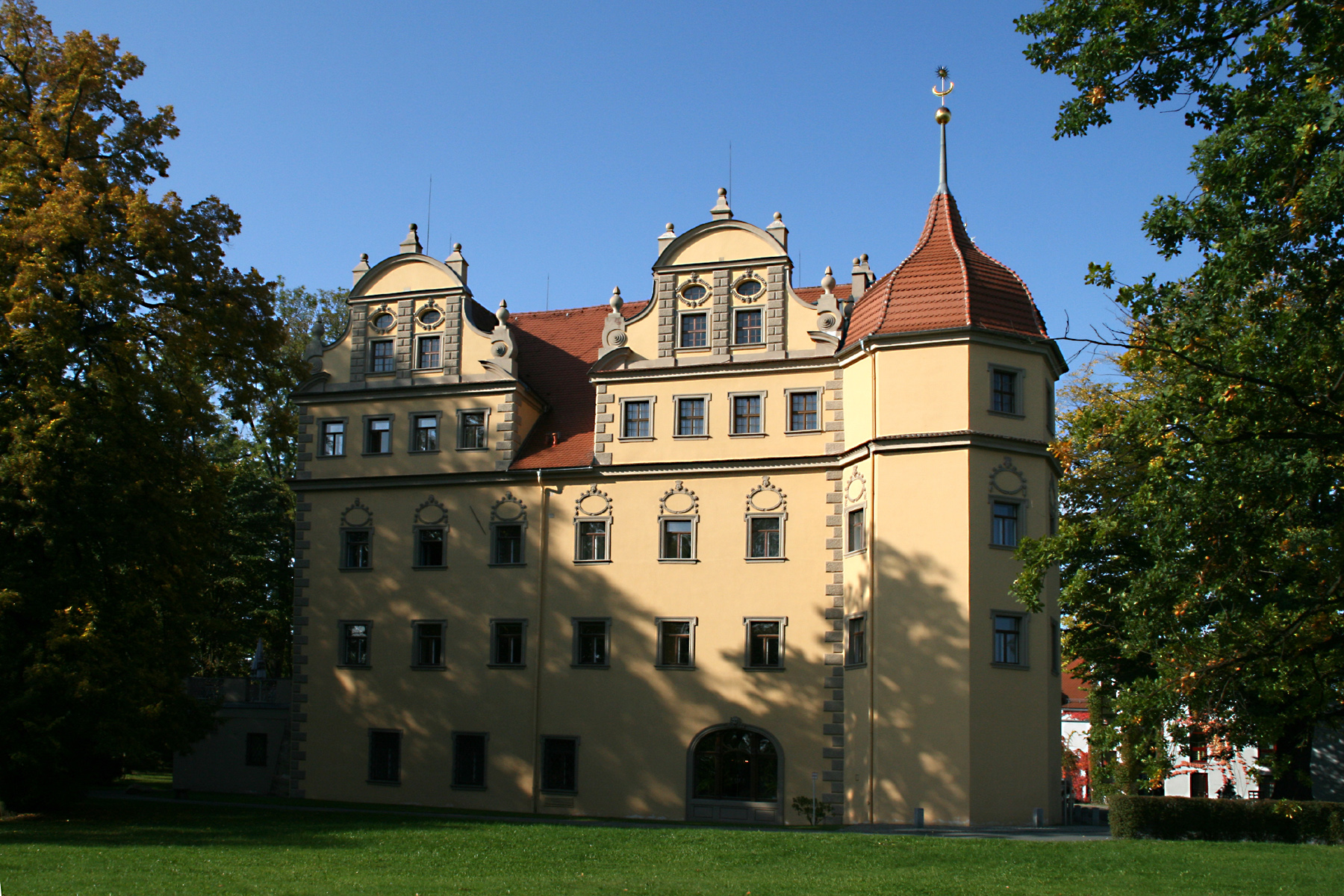
Schloss Althörnitz, ab 1880 bis 1945 im Besitz der Familie

Im Jahre 1881 erwarb Hans Rudolf von Sandersleben, der Sohn des Stammvaters der zweiten Linie, das Schloss Althörnitz bei Zittau mit dem dazugehörigen Grundstück. Etwa Mitte der 1920er Jahre umfasste der Althörnitzer Besitz eine Fläche von 264 ha und war zeitweise verpachtet. Nach dem Zweiten Weltkrieg wurde die Familie von Sandersleben enteignet und das Anwesen von Umsiedlern bewohnt. Der seit 1990 in Leipzig als Banker und im Konzern der Leipziger Messe tätige Honorarkonsul des Königreichs Schweden, Rudolf von Sandersleben, seine Familie, die Gemeinde Bertsdorf-Hörnitz und der Hotelier Karl-Dieter Gaydoul, von der Historical Hotels Cooperation, erarbeiteten ein Konzept für die neue Nutzung des Schlosses und des vom Pückler-Schüler Eduard Petzold angelegten Schlossparks. Gemeinsam erwarben sie 1993 das Schloss und den Park von der Treuhandanstalt. Nach 16 Monaten Bauzeit konnte der Hotelbetrieb im Februar 1996 aufgenommen werden.

### Grafen und Gräfin von Sandersleben-Coligny
Der Stammvater dieser erloschenen Linie war Johann Ludwig von Sandersleben auf Glumbach im Königreich Böhmen. Johann Ludwig war k.k. Hauptmann und vermählte sich 1697 mit Henriette Hedwig Freiin von l'Espérance († 1707). Das Paar hatte nach kurzer Ehe, die bereits 1701 wieder geschieden wurde, zwei Söhne und eine Tochter. Henriette Hedwig verbrachte mit ihren Kindern einige Jahre am Hof des Herzogs Leopold Eberhard von Württemberg-Mömpelgard.
Vermutlich war Leopold Eberhard auch der leibliche Vater der Kinder. Um sie zu legitimieren, adoptierte der Herzog die Geschwister Karl Leopold von Sandersleben (* 1698; † nach 1759), Ferdinand Eberhard von Sandersleben (* 1699; † nach 1759) und Elenore Charlotte von Sandersleben (1700–1773). Sie trugen als seine Adoptivkinder seit dem 10. August 1716 den Titel und Namen Graf bzw. Gräfin von Sandersleben-Coligny. Eine königlich französische Anerkennung erfolgte am 5. Februar 1718 zu Paris.
Die drei Geschwister erhielten von Herzog Leopold Eberhard auch die von seiner Mutter Anna von Coligny, der Tochter des französischen Marschalls Gaspard III. de Coligny, geerbte Grafschaft Coligny in der Franche-Comté in Frankreich. Außerdem verheiratete er Karl Leopold und Elenore Charlotte mit zwei seiner Kinder den Grafen bzw. der Gräfin von Sponeck.

## Wappen

### Familienwappen
Das Wappen zeigt in Rot ein aufgerichtetes silbernes Pflugeisen. Auf dem Helm mit rot-silbernen Helmdecken ein gestürztes silbernes Pflugeisen zwischen zwei Büffelhörnern, einem silbernen und einem roten beiderseits mit einem abflatternden Bande gewechselter Farbe an denselben befestigt.

### Gräfliches Wappen von Sandersleben-Coligny
Das Wappen der Grafen und Gräfin von Sandersleben-Coligny, verliehen 1716, zeigt in Rot einen gekrönten, rechts sehenden, silbernen Adler, der mit einem Mittelschild, dem Familienwappen der Sandersleben, belegt ist.

### Wappengeschichte
Bei Ledebur Adelslexikon der preußischen Monarchie (1856) zeigt das Wappen der Sandersleben eine aufgerichtete Pflugschar.
Kneschke beschreibt das Wappen in seinem Neuen allgemeinen deutschen Adels-Lexicon (1868) In Blau, oder auch in Roth eine spitzige, aufrecht stehende, silberfarbene Sichel mit einem hohlen Stiele, in welchem das Heft oder der Schaft befestigt wird. Durch die Klinge geht in der Mitte ein rundes Loch. Die Hannoverischen Gelehrten Anzeigen nennen das Wappenbild eine Seche und bemängeln, dass einige das Wappenbild für eine Pflugschar halten, da in alter Zeit die Pflugscharen nicht spitzig, sondern rund gewesen wären. Die Siebmachersche Blasonierung nennt Wappenbilder wie das Sanderslebensche Scharren. Der Blaue Schild wird nach einer Urkunde von 1409 im ehemaligen königlichen Provinzarchiv zu Magdeburg angenommen. Auf einem Stammbaum von 1780, eingereicht beim königlichen Hofmarschallsamt zu Dresden, ist der Schild Rot, wie auch auf Petschaften der sächsischen Linie.
Nach dem Jahrbuch des Deutschen Adels (1899) zeigt eine ältere Wappenform in Silber ein rotes Pflugeisen. Auf dem Helm mit rot-silbernen Helmdecken ein gestürztes silbernes Pflugeisen zwischen zwei silbernen Büffelhörnern.
Galerie unterschiedlicher Wappenbilder in den neuen Siebmacher Wappenbüchern:

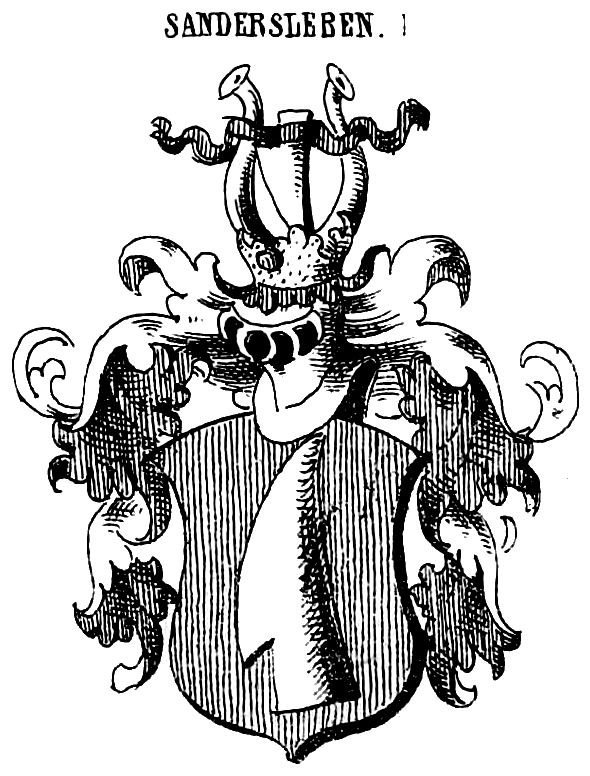
1857 Sachsen
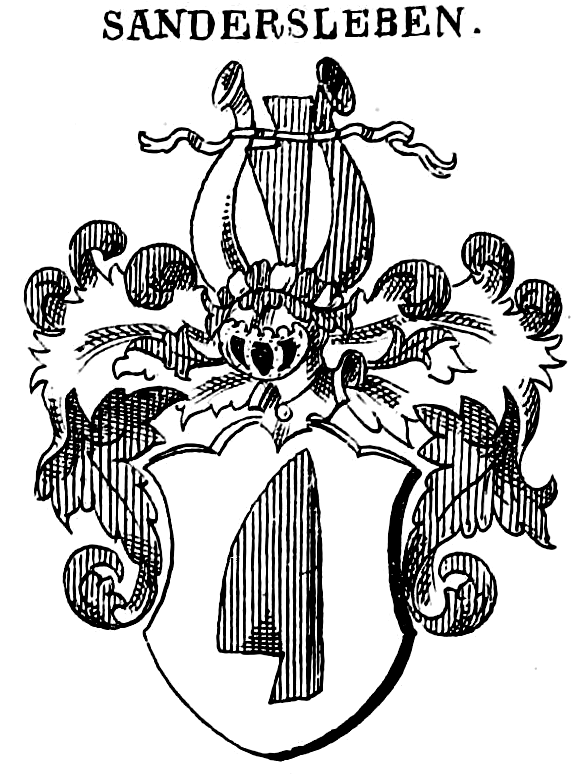
1880 Brandenburg
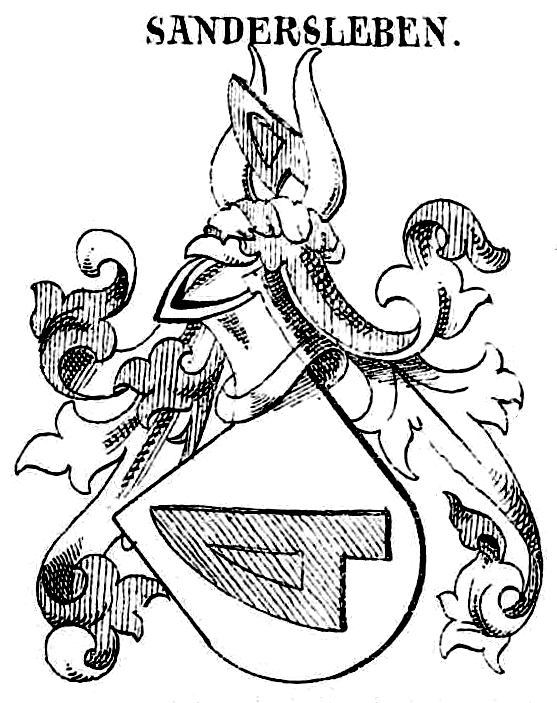
1887 Preußen
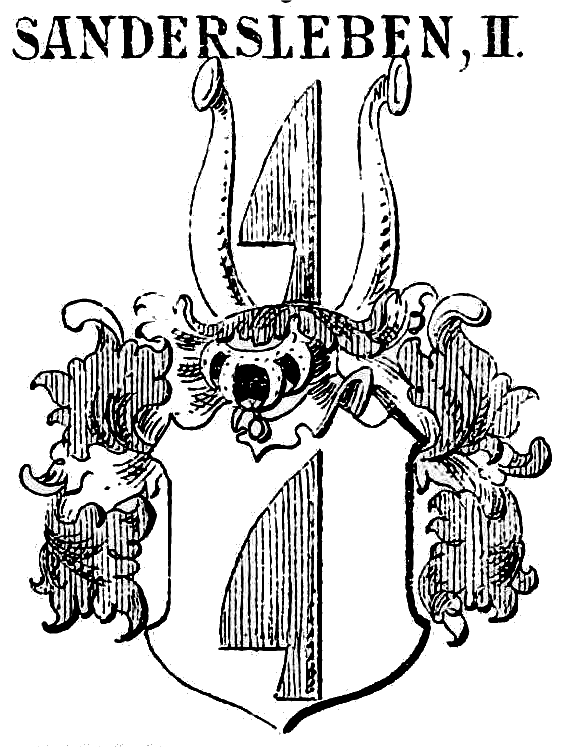
1905 Anhalt
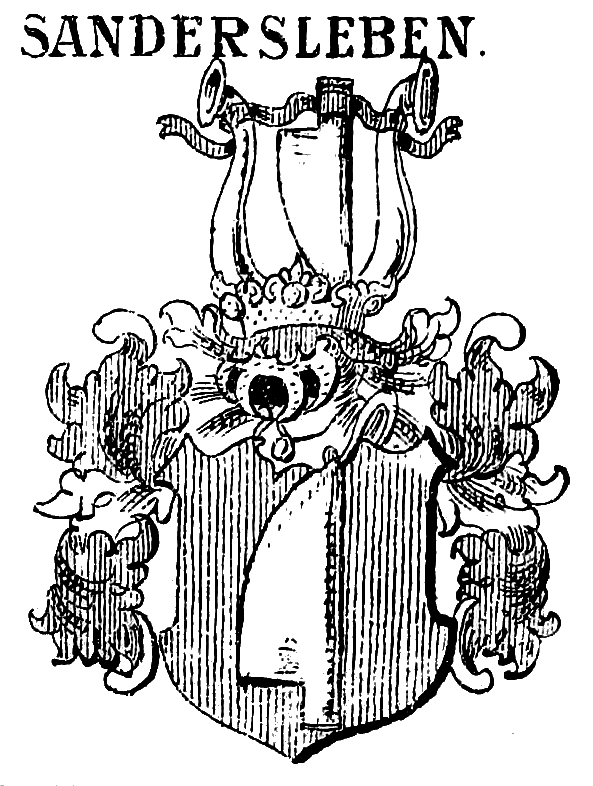
1906 Preußen

## Bekannte Familienmitglieder
- Heinrich von Sandersleben († 1650), deutscher Soldat und Hofbeamter
- Johann Georg von Sandersleben (1715–1795), kursächsischer Kammerjunker, Oberforst- und Wildmeister sowie Rittergutsbesitzer
- Friedrich von Sandersleben (1814–1903), sächsischer Generalmajor
- Hans von Sandersleben (* 1853), Herr auf Althörnitz, königlich sächsischer Kammerherr, Mitglied der ersten Kammer der ehem. sächs. Standesvertretung, Rechtsritter des Johanniterordens[10]